# Scaniarinken

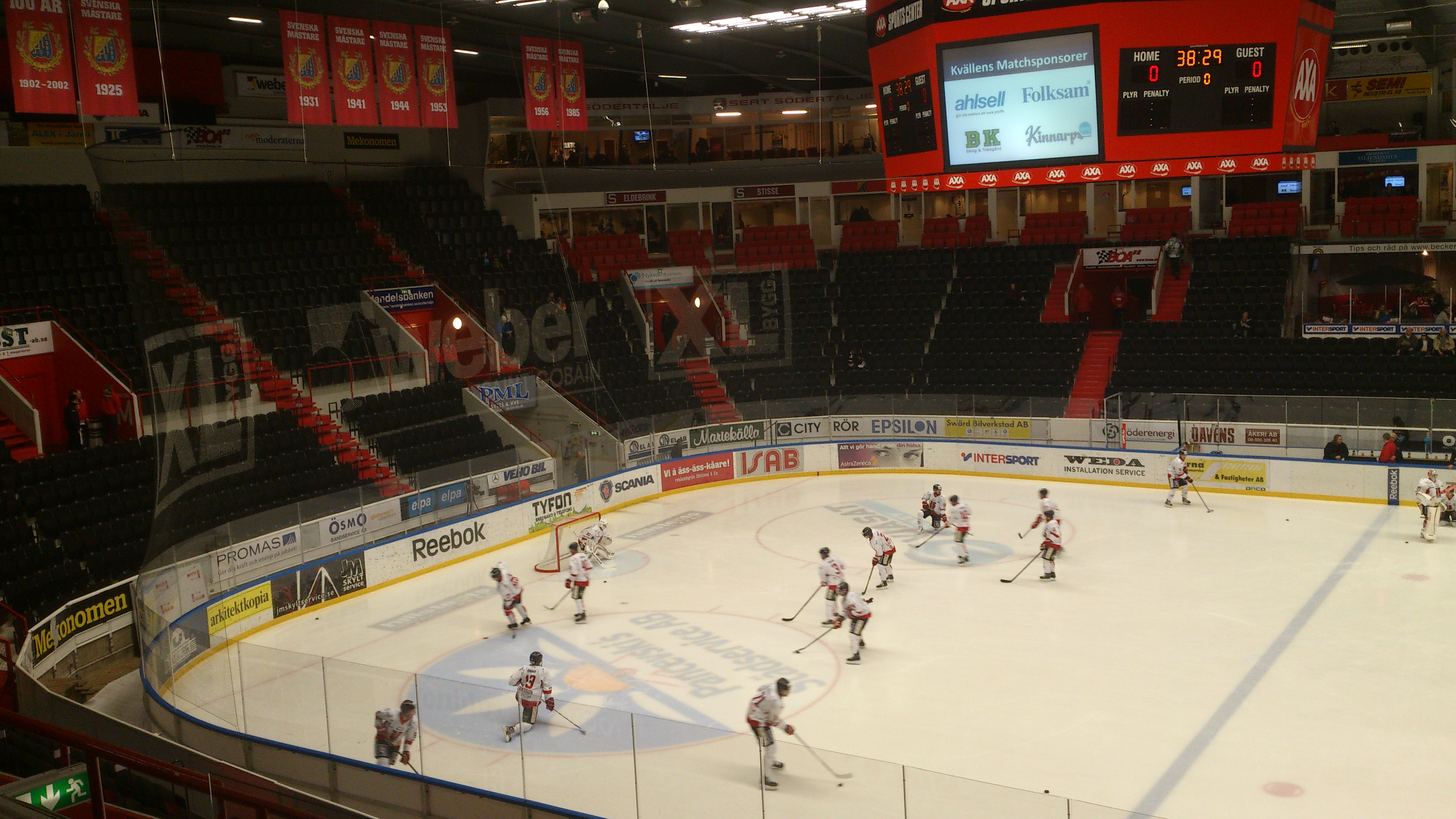
Insidan på Scaniarinken 2013

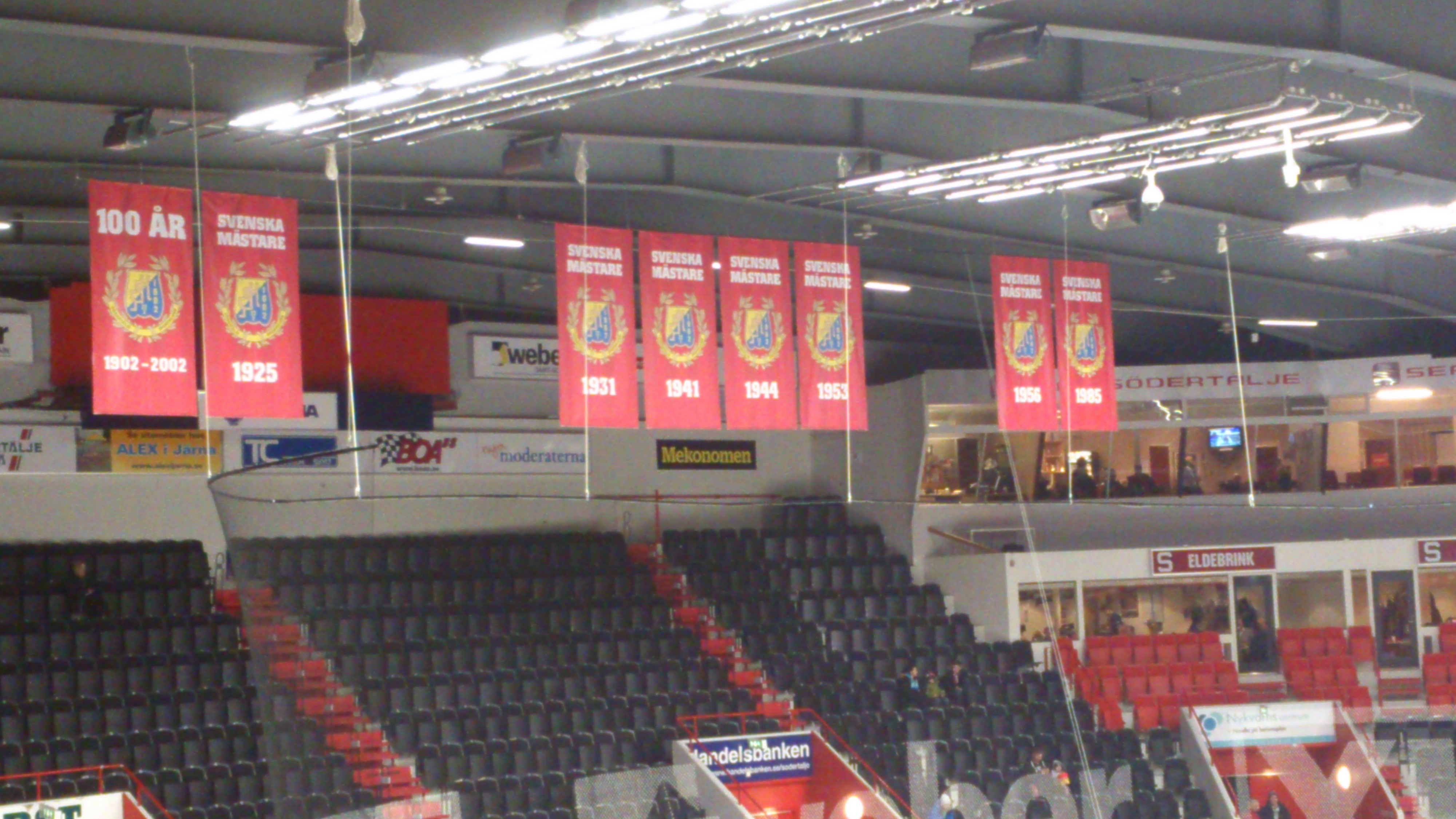
Insidan på Scaniarinken 2013

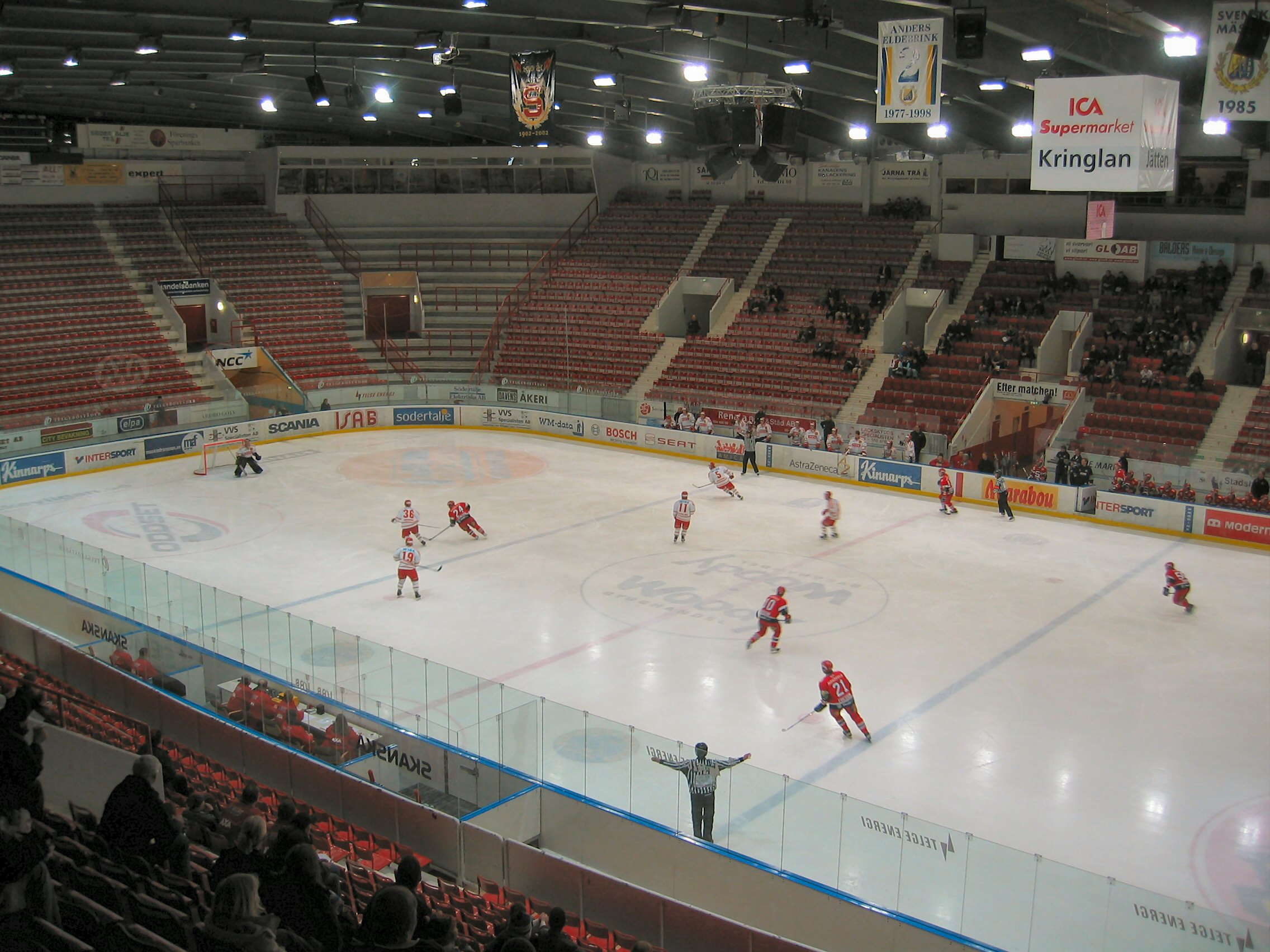
Insidan på Scaniarinken före ombyggnaden 2005

Scaniarinken (en tid AXA Sport Center) är en sportanläggning i Södertälje, med olika lokaler för skilda ändamål. Där ingår bland annat rinken Scaniarinken, BST-rinken (före detta Telgerinken), Gallerian och TC Training Club med gym. Huvudrinken Scaniarinken används för bland annat ishockey, konståkning, basket, tennis, innebandy.

## Historik
Scaniarinken invigdes 2 oktober 1970 med en ishockeymatch där Södertälje SK slog Djurgårdens IF med 5–2, och ishallen var i kommunal ägo tills den köptes av Södertälje SK 2005. Sportklubben köpte arenan med avsikten att bygga om den till en så kallad evenemangsarena. Efter en totalrenovering såldes namnrättigheterna till Lantmännen, som namngav arenan AXA Sports Center. Scaniarinken levde kvar som ett av arenarummen i AXA Sports Center. Arenan har dock kvar Scaniarinkens sittplatslayout. Ståplatserna, speciellt bortasupportrarnas, har dock ändrats. Dessa har flyttats diagonalt till andra sidan av rinken och krympts till cirka 200 platser.[källa behövs]
Det färdigbyggda centret, som är nästan helt inglasat, har även en galleria med barer, restauranger, souvenirshop, VIP-lounger och ett stort gym. I arenakomplexet ingår även den mindre arenan Telgerinken som tidigare hette Wasarinken. Ombyggnaden var klar till ishockeysäsongen 2005/2006. 
Hösten 2014 köpte Södertälje kommun tillbaka arenan från SSK Arena AB för 85 miljoner. I det avtal som upprättades mellan kommunen och Södertälje SK kvarstod namnrättigheterna mot en årlig avgift till Södertälje kommun, utöver namnrättigheterna ingick även tillgången till bland annat sponsorloger och restaurangverksamhet.
Sponsoravtalet gällande namnet som Lantmännen hade på arenan sedan 2005 gick ut 2015, och det förnyades inte. Torsdagen den 4 februari 2016 plockades skyltarna med arenanamnet ned, i väntan på att ett nytt namn skulle presenteras. Detta gjordes den 8 februari, då Södertälje SK meddelade att ishockeyarenan kommer att gå under namnet Scaniarinken. Arbetet med att skylta om arenan både in- och utvändigt skulle vara helt klart till säsongen 2016/2017.